# Canton de La Roche-Bernard
Le canton de La Roche-Bernard est une ancienne division administrative française, située dans le département du Morbihan et la région Bretagne.

## Composition
Le canton de La Roche-Bernard regroupait les communes suivantes :
| Nom                          | Code Insee | Intercommunalité                           | Superficie (km2) | Population (dernière pop. légale) | Densité (hab./km2) |
| ---------------------------- | ---------- | ------------------------------------------ | ---------------- | --------------------------------- | ------------------ |
| La Roche-Bernard (chef-lieu) | 56195      | CC Arc Sud Bretagne                        | 0,43             | 660 (2014)                        | 1 535              |
| Camoël                       | 56030      | CA de la Presqu'île de Guérande Atlantique | 14,33            | 974 (2014)                        | 68                 |
| Férel                        | 56058      | CA de la Presqu'île de Guérande Atlantique | 28,90            | 3 130 (2014)                      | 108                |
| Marzan                       | 56126      | CC Arc Sud Bretagne                        | 33,84            | 2 241 (2014)                      | 66                 |
| Nivillac                     | 56147      | CC Arc Sud Bretagne                        | 55,48            | 4 428 (2014)                      | 80                 |
| Pénestin                     | 56155      | CA de la Presqu'île de Guérande Atlantique | 21,69            | 1 788 (2014)                      | 82                 |
| Saint-Dolay                  | 56212      | CC Arc Sud Bretagne                        | 48,26            | 2 425 (2014)                      | 50                 |
| Théhillac                    | 56250      | CA Redon Agglomération                     | 14,46            | 558 (2014)                        | 39                 |

## Intercommunalité
Les 8 communes du canton adhèrent à trois structures intercommunales différentes :
- Communauté de communes Arc Sud Bretagne avec :
  - Marzan
  - Nivillac
  - La Roche-Bernard
  - Saint-Dolay
- Communauté d'agglomération de la Presqu'île de Guérande Atlantique avec :
  - Camoël
  - Férel
  - Pénestin
- Redon Agglomération avec :
  - Théhillac

## Représentation

### Conseillers généraux de 1833 à 2015
| Période | Période          | Identité                                                           | Étiquette           | Qualité                                                                                    |
| ------- | ---------------- | ------------------------------------------------------------------ | ------------------- | ------------------------------------------------------------------------------------------ |
| 1833    | 1842             | Jean Alexis Prudent Thomas de Kercado (1772-1850)                  |                     | Ancien capitaine de marine Propriétaire à La Roche-Bernard                                 |
| 1842    | 1848 (décès)     | Prosper-Marie Lévesque (1782-1848)                                 |                     | Propriétaire à Nantes et à La Roche-Bernard                                                |
| 1848    | 1849 (décès)     | Louis Crespel de Latouche                                          | Centre droit        | Propriétaire, avoué, maire de La Roche-Bernard Député (1848-1849)                          |
| 1849    | 1855             | Antoine Louis Marie Crespel de Latouche                            |                     | Propriétaire, docteur en médecine à La Roche-Bernard                                       |
| 1855    | 1869             | Alexis Prudent de Kercado (fils de J.A. Prudent Thomas de Kercado) | Majorité dynastique | Propriétaire du Château du Plessis à Nivillac Maire de La Roche-Bernard Député (1863-1869) |
| 1869    | 1893 (démission) | Alexis Thomas de Kercado (fils du précédent)                       |                     | Propriétaire, conseiller de préfecture                                                     |
| 1893    | 1900 (décès)     | Joseph Duclos                                                      | Républicain         | Docteur en médecine à La Roche-Bernard                                                     |
| 1900    | 1905 (démission) | Ephrem Boterff                                                     | Rép. rallié         | Maire de La Roche-Bernard, conseiller d'arrondissement                                     |
| 1905    | 1919 (décès)     | Adrien Jacquelot du Boisrouvray (1845-1919)                        | Conservateur        | Inspecteur des Eaux et Forêts Maire de Férel                                               |
| 1919    | 1931             | René Vigneron de La Jousselandière (1865-1933)                     | Conservateur        | Maire de Nivillac                                                                          |
| 1931    | 1940             | Valentin Vignard                                                   | URD puis PDP        | Propriétaire à La Roche-Bernard                                                            |
|         |                  |                                                                    |                     |                                                                                            |
| 1943    | 1945             | Michel Dénarié                                                     |                     | Maire de Nivillac Nommé conseiller départemental en 1943                                   |
|         |                  |                                                                    |                     |                                                                                            |
| 1945    | 1967             | Valentin Vignard                                                   | MRP puis CD         | Propriétaire-exploitant Maire de La Roche-Bernard Sénateur (1946-1948) Député (1956-1958)  |
| 1967    | 1974 (décès)     | Jean Baucherel                                                     | RI                  | Maire de Théhillac (1961-1974)                                                             |
| 1974    | 1998             | Michel Prou                                                        | DVD                 | Pharmacien - Maire de La Roche-Bernard (1991-1994)                                         |
| 1998    | 2004             | Michel Texier                                                      | PS                  | Professeur de collège Maire de Férel (1989-2008)                                           |
| 2004    | 2011             | Jean Thomas                                                        | UMP                 | Géomètre en architecture - Maire de Nivillac (1977-2014)                                   |
| 2011    | 2015             | Alain Guihard                                                      | DVD                 | Inséminateur - Maire de Nivillac (depuis 2014)                                             |

Un nouveau découpage territorial du Morbihan entre en vigueur à l'occasion des élections départementales de 2015. Il est défini par le décret du 21 février 2014, en application des lois du 17 mai 2013 (loi organique 2013-402 et loi 2013-403).

En vertu de ce nouveau découpage, les communes du canton de La Roche-Bernard, à l'exception de la commune de Théhillac, intègrent le nouveau canton de Muzillac, dont le bureau centralisateur est situé à Muzillac.

### Conseillers d'arrondissement (de 1833 à 1940)
| Période                                  | Période          | Identité                                                                  | Étiquette    | Qualité |
| ---------------------------------------- | ---------------- | ------------------------------------------------------------------------- | ------------ | --- |
| 1833                                     | 1848             | Augustin Thomas de Closmadeuc                                             |              | Notaire royal, maire de La Roche-Bernard                                                                    |
|                                          |                  |                                                                           |              | |
| 1898                                     | 1900 (démission) | Ephrem Boterff                                                            | Rép. rallié  | Maire de La Roche-Bernard                                                                                   |
| 1900                                     | 1905             | Adrien de Jacquelot du Boisrouvray                                        | Conservateur | Inspecteur des Eaux et Forêts, maire de Férel                                                               |
| 1905                                     | 1919             | René Vigneron de La Jousselandière                                        | Conservateur | Maire de Nivillac                                                                                           |
| 1919                                     | 1939 (décès)     | François de Jacquelot du Boisrouvray (1880-1939, fils d'A.du Boisrouvray) | Conservateur | Ingénieur chimiste, maire de Férel                                                                          |
| 1939                                     | 1940             | François Coquet                                                           | PDP          | Pilote aviateur, maire de Pénestin                                                                          |
| 1940                                     |                  |                                                                           |              | Les conseils d'arrondissement ont été suspendus par la loi du 12 octobre 1940 et n'ont jamais été réactivés |
| Les données manquantes sont à compléter. |                  |                                                                           |              | |

## Démographie
| 1962   | 1968   | 1975   | 1982   | 1990   | 1999   | 2006   | 2011   | 2012   |
| ------ | ------ | ------ | ------ | ------ | ------ | ------ | ------ | ------ |
| 11 221 | 11 053 | 11 096 | 12 098 | 12 245 | 12 404 | 14 044 | 15 732 | 15 960 |